# Кальварія-Зебжидовська (гміна)
Гміна Кальварія-Зебжидовська (пол. Gmina Kalwaria Zebrzydowska) — місько-сільська гміна у південній Польщі. Належить до Вадовицького повіту Малопольського воєводства.
Станом на 31 грудня 2011 у гміні проживало 19755 осіб.

## Площа
Згідно з даними за 2007 рік площа гміни становила 75.32 км², у тому числі:
- орні землі: 69.00%
- ліси: 20.00%

Таким чином, площа гміни становить 11.66% площі повіту.

## Населення
Станом на 31 грудня 2011:
| Опис     | Загалом | Загалом | Чоловіки | Чоловіки | Жінки | Жінки |
| -------- | ------- | ------- | -------- | -------- | ----- | ----- |
| одиниця  | осіб    | %       | осіб     | %        | осіб  | %     |
| все      | 19755   | 100     | 9729     | 49.25    | 10026 | 50.75 |
| міське   | 4583    | 100     | 2260     | 49.31    | 2323  | 50.69 |
| сільське | 15172   | 100     | 7469     | 49.23    | 7703  | 50.77 |

## Сусідні гміни
Гміна Кальварія-Зебжидовська межує з такими гмінами: Бжезьниця, Вадовіце, Лянцкорона, Скавіна, Стришув.